# Struttura proteica
Le proteine sono catene di amminoacidi costituite da 20 L-α-amminoacidi diversi, denominati anche residui, che si ripiegano in strutture tridimensionali uniche. La forma in cui una proteina si ripiega naturalmente è definita “stato nativo”, che è determinato dalla sua sequenza di amminoacidi. Al di sotto di circa 40 residui è più frequentemente usato il termine peptide anziché proteina. Un certo numero di residui è necessario per eseguire una certa funzione biochimica, ed il limite basilare per una dimensione funzionale sembra essere intorno ai 40-50 residui. 
Le dimensioni di una proteina vanno da questo limite a diverse migliaia di residui nelle proteine plurifunzionali e strutturali. Comunque, la comune stima per la media della lunghezza di una proteina è intorno ai 300 residui. Aggregati molto grandi possono essere anche formati da subunità proteiche, ad esempio molte migliaia di molecole di actina si assemblano in un filamento di actina. Si ritrovano inoltre grandi proteine complessate con RNA nelle particelle ribosomiali, così da costituire, appunto, i ribosomi.

## Descrizione
I biochimici si riferiscono a quattro distinti aspetti per la struttura di una proteina:
- Struttura primaria: la sequenza di amminoacidi.
- Struttura secondaria: sotto-strutture altamente modellate – alfa elica e beta foglietto ripiegato – o segmenti di catena che assumono una forma non stabile. Le strutture secondarie sono definite a livello locale, il che significa che possono esistere molti differenti modelli secondari in una singola molecola proteica.
- Struttura terziaria: la forma globale di una singola molecola proteica, ossia la relazione spaziale del modello della struttura secondaria con un altro.
- Struttura quaternaria: la forma o la struttura che risulta dall'unione di più molecole proteiche, solitamente definite subunità proteiche in questo contesto, le cui singole funzioni prendono parte alla funzione globale del grande elemento, o complesso proteico.

In aggiunta a questi livelli di struttura le proteine possono spostarsi tra diverse strutture simili durante la realizzazione della propria funzione biologica. Nel contesto di questi riarrangiamenti funzionali, le strutture terziarie e quaternarie sono comunemente definite “conformazioni”, e le transizioni tra di esse sono chiamate “cambiamenti conformazionali”.
Le strutture primarie sono rette da legami peptidici covalenti, che vengono formati durante il processo di traduzione. Le strutture secondarie sono invece mantenute da legami idrogeno. La struttura terziaria è sorretta primariamente da interazioni idrofobiche e poi da legami idrogeno, interazioni ioniche e ponti disolfuro.
Le due terminazioni delle catene amminoacidiche sono definite “terminazione carbossilica” (C-terminale) e “terminazione amminica” (N-terminale) e sono basate sulla natura dei gruppi liberi delle due estremità.

## Stabilità proteica
La stabilità delle proteine dipende da alcuni fattori come 1) Interazioni elettrostatiche non covalenti 2) Interazioni idrofobiche 3)Ponti disolfuro 4)Ponti salini (quelli tra due ioni carichi). Queste energie di interazione sono dell'ordine di 20-40 kJ / mol. Le proteine sono molto sensibili al cambiamento delle temperature e un cambiamento della temperatura può causare lo spiegamento o la denaturazione. La denaturazione delle proteine può causare perdita di funzionalità e perdita dello stato nativo.
La cristallografia a raggi X e la calorimetria indicano che non esiste un meccanismo generale che descriva l'effetto del cambiamento di temperatura sulle funzioni e sulla struttura delle proteine. Ciò è dovuto al fatto che le proteine non rappresentano una classe uniforme di entità chimiche da un punto di vista energetico. La struttura e la stabilità di una singola proteina dipendono dal rapporto tra i suoi residui polari e non polari. Contribuiscono alle entalpie conformazionali e di rete delle interazioni locali e non locali.
Prendendo in considerazione le deboli interazioni intermolecolari responsabili dell'integrità strutturale, è difficile prevedere gli effetti della temperatura perché ci sono troppi fattori sconosciuti che contribuiscono all'ipotetico bilancio di energia libera e alla sua dipendenza dalla temperatura. I collegamenti interni del sale producono stabilità termica, e se la temperatura fredda non determina la destabilizzazione di questi collegamenti è sconosciuta.
In linea di principio, l'energia libera di stabilizzazione delle proteine globulari solubili non supera 50-100 kJ / mol. La stabilizzazione si basa sull'equivalente di pochi legami idrogeno, coppie ioniche o interazioni idrofobiche, anche se numerose interazioni intramolecolari risultati in stabilizzazione. Prendendo in considerazione l'elevato numero di legami idrogeno che avvengono per la stabilizzazione delle strutture secondarie e la stabilizzazione del nucleo interno attraverso le interazioni idrofobiche, l'energia libera di stabilizzazione emerge come una differenza piccola tra numeri molto grandi. Pertanto, la struttura di una proteina nativa non è ottimizzata per la massima stabilità.